# Conus zebroides
Conus zebroides é uma espécie de gastrópode da família Conidae.

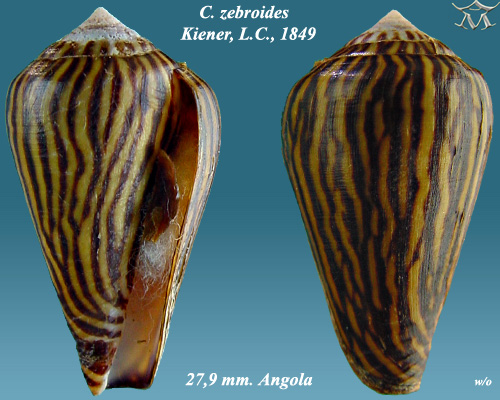
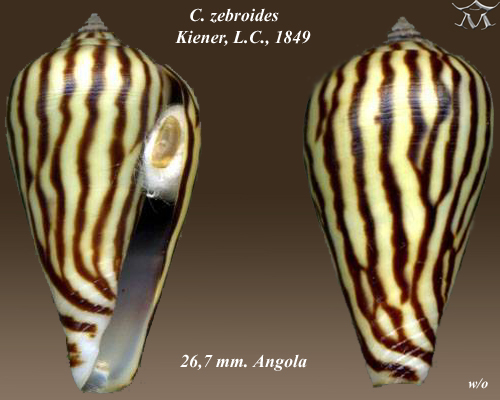

É endémica de Angola.